# George Gower
George Gower (c. 1540 – Londres, 1596) va ser un pintor de retrats anglès el qual va arribar a exercir el càrrec de pintor oficial de la reina Isabel I d'Anglaterra el 1581.

## Biografia
Poc se sap sobre la seva vida anterior, excepte que era un dels nets de sir John Gower de Stettenham, a Yorkshire.
Les seves primeres obres documentades són els dos retrats de 1573 company de sir Thomas Kytson i la seva esposa Lady Kytson, les quals es troben en la Tate de Londres.
Gower va pintar el seu propi autoretrat el 1579 on pot apreciar-se a la seva dreta el seu escut d'armes el qual usava freqüentment com a marca per identificar les seves obres. Aquest escut de la seva família marcava una diferència de la resta dels pintors de l'època els quals eren generalment considerats poc més que uns pobres artesans.

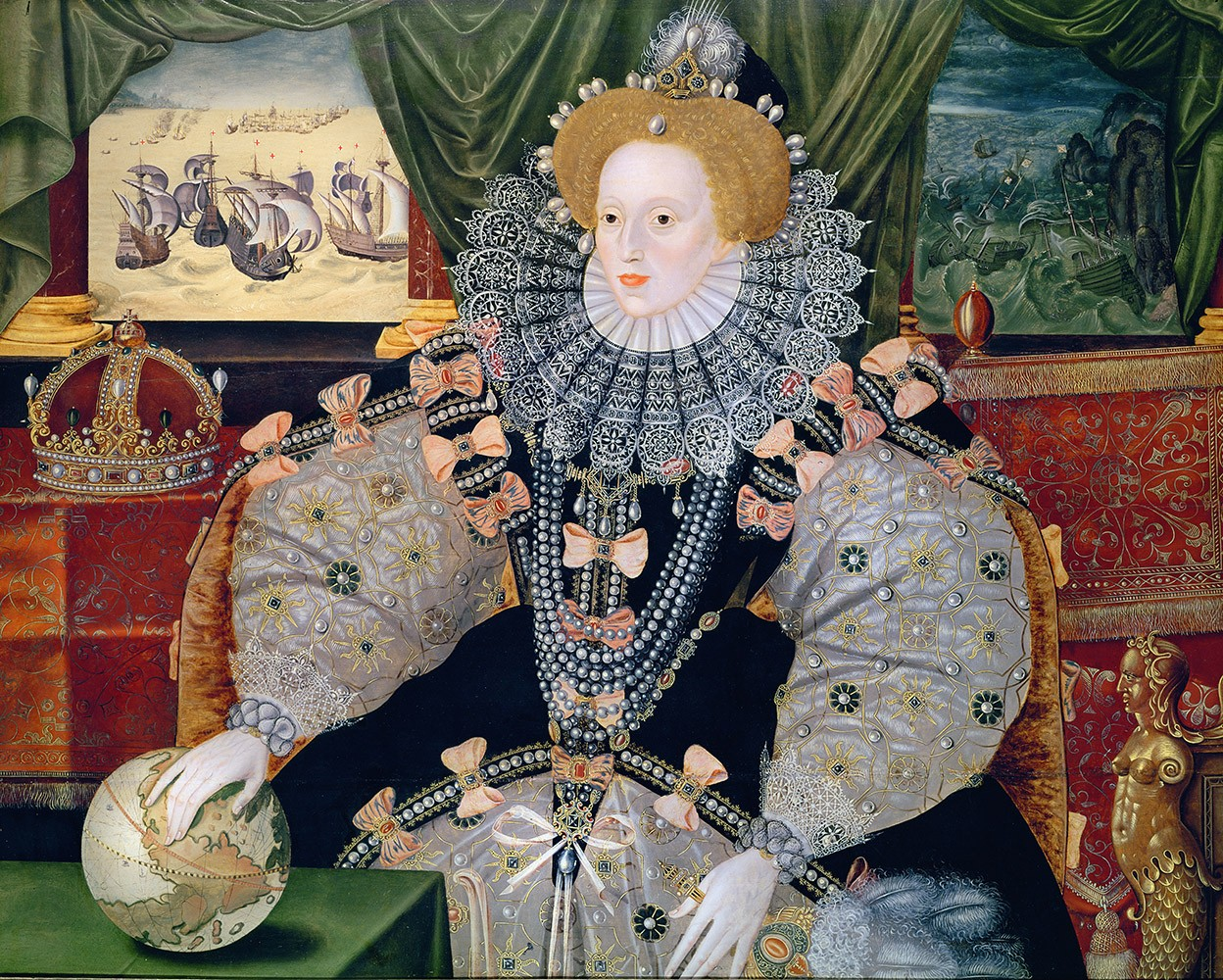
Retrat d'Isabel I de George Gower (1588), conegut com a Retrat de l'Armada.

Gower va ser nomenat pintor oficial de la reina Isabel en 1581. Això li va permetre realitzar la majoria de retrats de l'aristocràcia d'Anglaterra. El lloc també ho va fer responsable de la decoració i pintura de les residències reals i els mobles. Entre les seves obres es troben una font d'aigua (ja destruïda) i el rellotge astronòmic, tots dos en el palau de la Cort de Hampton. També era inspector dels retrats de la Reina per altres artistes abans del seu llançament oficial.
La seva obra més coneguda és la versió del Retrat de l'Armada d'Isabel I que ara es troba a Woburn Abbey, pintat per commemorar en 1588 la derrota de l'Armada espanyola. A més s'atribueix a Gower una versió reduïda d'aquesta pintura que es troba a la National Portrait Gallery de Londres. La versió de "Drake", està realitzada per una mà diferent.